# 未老駅
未老駅（ミロえき）は、大韓民国江原特別自治道三陟市にある韓国鉄道公社 (KORAIL) 嶺東線の駅である。

## 駅構造
- 島式ホーム1面2線の地上駅。

## 歴史
- 1940年7月31日：開業。
- 2008年1月1日：旅客取扱中止。

## 隣の駅
韓国鉄道公社
嶺東線
新基駅 - (上鼎信号場) - 未老駅 - (桃京里信号場) - 東海駅